# Bildnis Marianne von Werefkin (Jawlensky)
Bildnis Marianne von Werefkin ist der Titel eines Gemäldes, das der deutsch-russische Künstler Alexej Jawlensky 1906 malte. Das Werk ist eine Dauerleihgabe vom „Verein zur Förderung der bildenden Kunst in Wiesbaden e.V.“ für das Museum Wiesbaden. Es trägt die Inventarnummer 1047.

## Technik und Maße
Bei dem Bildnis Marianne von Werefkin handelt es sich um ein Ölgemälde auf Karton im Hochformat, 67,5 × 49,5 cm. Das Bild ist nicht signiert oder datiert. Die Rückseite ist „ganzseitig beschädigt (Bildträger gespalten oder abgezogen).“ Das Gemälde ist verzeichnet im „Katalog der Gemälde“ von Clemens Weiler von 1959, im Werkverzeichnis des Jawlensky-Archivs von 1991, im Jawlensky-Bestandskatalog des Museums Wiesbaden von 1997 und im Jawlensky-Ausstellungskatalog des Museums Wiesbaden von 2014.

## Ikonographie und Stil
Dargestellt ist die Werefkin als Bruststück in Dreiviertelansicht. Das Gesicht ist leicht aus der Frontalansicht nach links gewendet. Mit wachen Augen schaut sie auf den Betrachter bzw. dem porträtierenden Jawlensky beim Malen zu.
Den Erkenntnissen von Vincent van Gogh folgend, baute er sein Gemälde auf den drei Grundfarben – Gelb, Rot und Blau auf, die er – manchmal versteckt bzw. recht zurückhaltend  komplementär durch Violett, Grün und Orange ausglich. Diese Farbenkombinationen ergänzte er mit dem Nichtfarbenpaar Schwarz und Weiß. Die Farbe Rot   ein Zinnoberrot   dominiert. Für Wassily Kandinsky ist diese Farbe „eine in sich sichere Kraft, die nicht leicht zu übertönen ist“. Jawlensky benutzte sie bestimmt nicht zufällig, um seine Kollegin und Mäzenin zu charakterisieren. Das Gesicht und den Hut der Werefkin gestaltete Jawlensky realistisch, ansonsten gemahnt seine temperamentvolle Malerei an abstrakte Tendenzen.

## Datierung
Clemens Weiler datierte das Bildnis Marianne von Werefkin 1906. Alle anderen Autorinnen und Autoren, die sich bisher mit dem Gemälde beschäftigten, legten sich auf die Datierung „um 1906“ fest! Das bedeutet, sie sind sich nicht sicher, ob das Werk nicht doch 1905 oder 1907 entstanden sein könnte?
Was Jawlenskys Malstil anbetrifft, so wurde mittlerweile festgestellt, dass seine „furiose Malerei“ des Porträts der Werefkin, die Kenntnis der Malerei der „Fauvisten“ voraussetzt, die er – „1906“  „soeben erst in Paris“ kennengelernt hatte.
Der Vergleich mit dem Porträt des Buckligen in blauem Pullover, den Jawlensky zuvor in der Bretagne malte, macht deutlich, dass das Bildnis Marianne von Werefkin fortschrittlicher ist und nach dem Parisaufenthalt 1906 entstanden ist. Die Stationen der Weiterreise von der Bretagne über Paris in den Süden Frankreichs schildert Jawlensky in seinen Lebenserinnerungen: „Von der Oktoberausstellung in Paris sind wir nach Südfrankreich in die Provence und Sausset am Mittelmeer gefahren“, wo Werefkin nach zehnjähriger Pause ihre Malerei wieder aufnahm.